# Марті Макінніс
Мартін Едвард Макінніс (англ. Martin Edward McInnis, нар. 5 червня 1970, Хінгхем, Массачусетс) — американський хокеїст, що грав на позиції крайнього нападника. Грав за збірну команду США.
Провів понад 800 матчів у Національній хокейній лізі.

## Ігрова кар'єра
Хокейну кар'єру розпочав 1986 року.
1988 року був обраний на драфті НХЛ під 163-м загальним номером командою «Нью-Йорк Айлендерс».
Протягом професійної клубної ігрової кар'єри, що тривала 12 років, захищав кольори команд «Нью-Йорк Айлендерс», «Калгарі Флеймс», «Анагайм Дакс» та «Бостон Брюїнс».
Загалом провів 818 матчів у НХЛ, включаючи 22 гри плей-оф Кубка Стенлі.
Виступав за збірну США, провів 23 гри в її складі.

## Статистика

### Клубні виступи
| Сезон        | Клуб                         | Ліга         | Регулярний сезон | Регулярний сезон | Регулярний сезон | Регулярний сезон | Регулярний сезон | Плей-оф | Плей-оф | Плей-оф | Плей-оф | Плей-оф |
| Сезон        | Клуб                         | Ліга         | І                | Г                | П                | О                | ШХ               | І       | Г       | П       | О       | ШХ      |
| ------------ | ---------------------------- | ------------ | ---------------- | ---------------- | ---------------- | ---------------- | ---------------- | ------- | ------- | ------- | ------- | ------- |
| 1986–87      | Академія Мілтона             | USHS-MA      | 25               | 21               | 19               | 40               | —                | —       | —       | —       | —       | —       |
| 1987–88      | Академія Мілтона             | USHS-MA      | 25               | 26               | 25               | 51               | —                | —       | —       | —       | —       | —       |
| 1988–89      | «Бостон Коледж Іглс»         | СХА          | 39               | 13               | 19               | 32               | 8                | —       | —       | —       | —       | —       |
| 1989–90      | «Бостон Коледж Іглс»         | СХА          | 41               | 24               | 29               | 53               | 43               | —       | —       | —       | —       | —       |
| 1990–91      | «Бостон Коледж Іглс»         | СХА          | 38               | 21               | 36               | 57               | 40               | —       | —       | —       | —       | —       |
| 1991–92      | Збірна США                   | —            | 54               | 15               | 19               | 34               | 20               | —       | —       | —       | —       | —       |
| 1991–92      | «Нью-Йорк Айлендерс»         | НХЛ          | 15               | 3                | 5                | 8                | 0                | —       | —       | —       | —       | —       |
| 1992–93      | «Кепітал Дістрікт Айлендерс» | АХЛ          | 10               | 4                | 12               | 16               | 2                | —       | —       | —       | —       | —       |
| 1992–93      | «Нью-Йорк Айлендерс»         | НХЛ          | 56               | 10               | 20               | 30               | 24               | 3       | 0       | 1       | 1       | 0       |
| 1993–94      | «Нью-Йорк Айлендерс»         | НХЛ          | 81               | 25               | 31               | 56               | 24               | 4       | 0       | 0       | 0       | 0       |
| 1994–95      | «Нью-Йорк Айлендерс»         | НХЛ          | 41               | 9                | 7                | 16               | 8                | —       | —       | —       | —       | —       |
| 1995–96      | «Нью-Йорк Айлендерс»         | НХЛ          | 74               | 12               | 34               | 46               | 39               | —       | —       | —       | —       | —       |
| 1996–97      | «Нью-Йорк Айлендерс»         | НХЛ          | 70               | 20               | 22               | 42               | 20               | —       | —       | —       | —       | —       |
| 1996–97      | «Калгарі Флеймс»             | НХЛ          | 10               | 3                | 4                | 7                | 2                | —       | —       | —       | —       | —       |
| 1997–98      | «Калгарі Флеймс»             | НХЛ          | 75               | 19               | 25               | 44               | 34               | —       | —       | —       | —       | —       |
| 1998–99      | «Калгарі Флеймс»             | НХЛ          | 6                | 1                | 1                | 2                | 6                | —       | —       | —       | —       | —       |
| 1998–99      | «Анагайм Дакс»               | НХЛ          | 75               | 18               | 34               | 52               | 36               | 4       | 2       | 0       | 2       | 2       |
| 1999–00      | «Анагайм Дакс»               | НХЛ          | 62               | 10               | 18               | 28               | 26               | —       | —       | —       | —       | —       |
| 2000–01      | «Анагайм Дакс»               | НХЛ          | 75               | 20               | 22               | 42               | 40               | —       | —       | —       | —       | —       |
| 2001–02      | «Анагайм Дакс»               | НХЛ          | 60               | 9                | 14               | 23               | 25               | —       | —       | —       | —       | —       |
| 2001–02      | «Бостон Брюїнс»              | НХЛ          | 19               | 2                | 3                | 5                | 8                | 6       | 0       | 1       | 1       | 0       |
| 2002–03      | «Бостон Брюїнс»              | НХЛ          | 77               | 9                | 10               | 19               | 38               | 5       | 1       | 0       | 1       | 0       |
| Усього в НХЛ | Усього в НХЛ                 | Усього в НХЛ | 796              | 170              | 250              | 420              | 330              | 22      | 3       | 2       | 5       | 4       |

### Збірна
| Рік                | Команда            | Турнір             | І  | Г | П | О  | ШХ |
| ------------------ | ------------------ | ------------------ | -- | - | - | -- | -- |
| 1992               | США                | ОІ                 | 8  | 5 | 2 | 7  | 4  |
| 1996               | США                | ЧС                 | 7  | 0 | 2 | 2  | 4  |
| 1997               | США                | ЧС                 | 8  | 2 | 2 | 4  | 2  |
| Національна збірна | Національна збірна | Національна збірна | 23 | 7 | 6 | 13 | 10 |